# 長浜大橋

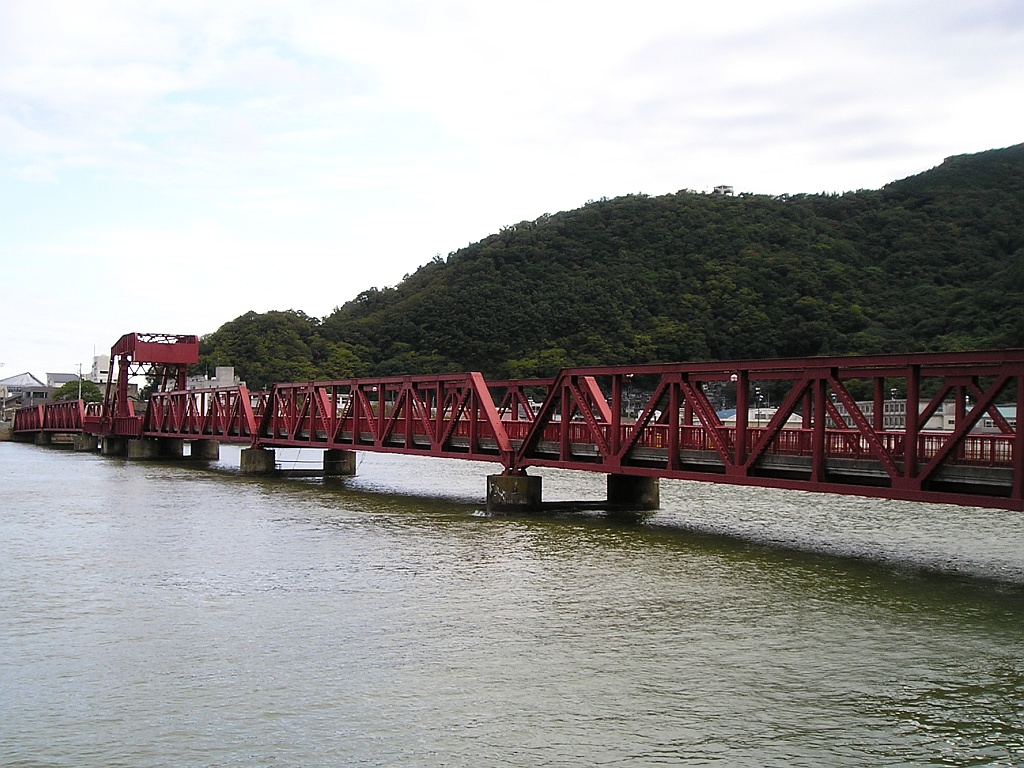
長浜大橋

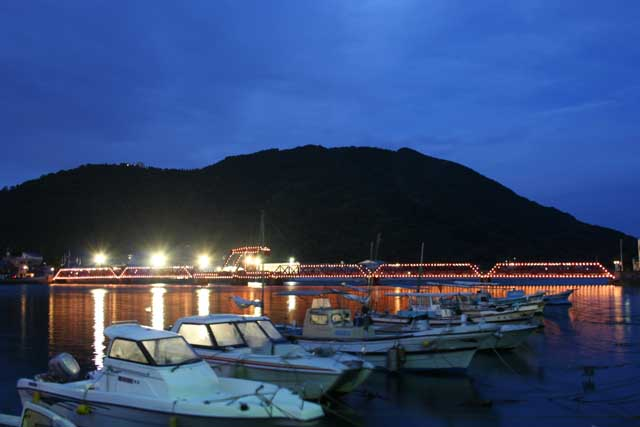
イルミネーション点灯時の様子

長浜大橋（ながはまおおはし）は、愛媛県大洲市の肱川河口にある道路橋。全体が赤く塗られていることから、地元では「赤橋」の愛称で親しまれている。2009年に経済産業省の「近代化産業遺産」に認定された。2014年12月10日に国の重要文化財に指定された。

## 概要
橋の下に船を通すため、中央部の18メートルの区間を跳ね上げて開閉することができるバスキュール式（跳ね上げ式）可動橋で、日本で現存する道路開閉橋としては最古である。
完成当時の塗装はネズミ色だったが、現在は赤色に変更されている。
毎週日曜日の13時に点検を兼ねて開閉されるほか、夏季（7月 - 9月）の夜間（19時 - 21時）にはイルミネーションが点灯される。
1977年（昭和52年）、河口寄りに国道378号のコンクリート造の橋梁（新長浜大橋、長さ333m、幅10m）が架かり、幹線道路としての役割はそちらに譲ったが、現在でも生活道路として地元の車両や通学の児童生徒に利用されている。
接続する道路は、左岸（南岸）は市街地が密集し道路幅員が狭い。右岸は商店街となっている。
橋のたもとの橋名板は建設当時のものであり、「長濱大橋」と旧字体で表示されている。
1998年には国の登録有形文化財に登録され、のち国の重要文化財に指定された。

## 建設の経緯
架橋計画当時、長浜は肱川の水運の拠点として、川を下ってくる木材や木蝋等の物資の積み替え・搬出や、逆に川上へのさまざまな生活物資の中継港として栄えていたほか、伊予灘に面した漁港としても繁栄をきわめていた。当時、街の中心地である東岸と集落のあった西岸との間には渡し船があったが、交通を改善するため、長浜町長の西村兵太郎（当時）が橋の建設を提案した。
舟運を阻害しない可動橋の建設は当時としては画期的なアイデアであったが、一般にはなかなか理解されなかった。また、政友会と民政党の政争が盛んな時代にあって、民政党系の西村は、県会で政友会系の議員から激しく責められたという。橋の完成から約1か月後に、建設の功労者である西村は急逝した。

## 要目
- 構造形式 - バスキュール式可動橋
- 橋長 - 226m
- 幅員 - 5.5m
- 開閉部の長さ - 226m
- 開閉部分の重量 - 82t
- 着工 - 1932年（昭和8年）10月
- 竣工 - 1935年（昭和10年）8月
- 設計・施工 - 増田淳、細野組（大阪）、安藤鐵工所、大阪鐵工所（現日立造船）
- 総工費 - 29万円
- 道路 - 県道

## 話題
- だん吉の訪問

日本テレビ系列の番組「ザ!鉄腕!DASH!!」で、ソーラーカー「だん吉」で日本一周の旅をするという企画の中、TOKIOの長瀬智也と城島茂がこの橋を訪れている（2006年11月5日放送）。